# Cantonul Cusset-Nord
Cantonul Cusset-Nord este un canton din arondismentul Vichy, departamentul Allier, regiunea Auvergne, Franța.

## Comune
- Bost
- Creuzier-le-Neuf
- Creuzier-le-Vieux
- Cusset (parțial, reședință)